# Lijst van hogeronderwijsinstellingen in het Caribisch deel van het Koninkrijk der Nederlanden
Dit is een lijst van hogeronderwijsinstellingen in het Caribisch deel van het Koninkrijk der Nederlanden. De lijst geeft een overzicht van de campussen per eiland.
De commerciële medische universiteiten in het Caribisch gebied hebben een controversiele status, en de diploma's worden vaak niet erkend. Bijvoorbeeld: de Amerikaanse staat Californië accepteert diploma's van nationale algemene universiteiten, maar slechts vier commerciële medische universiteiten: St. George's University School of Medicine in Grenada, Ross University School of Medicine in Barbados, American University of the Caribbean en Saba University School of Medicine. Alle andere diploma's zijn niet geldig in de staat.

## Aruba
- Aureus University School of Medicine
- Universiteit van Aruba
- Xavier University School of Medicine
- Instituto Pedagogico Arubano

## Bonaire
- Xavier University School of Medicine, in 2010 verplaatst naar Curaçao en hernoemd naar Avalon University
- Saint James School of Medicine, campus tot 2015

## Curaçao
- Avalon University School of Medicine
- Caribbean Medical University
- Inter-Continental University of the Caribbean
- International Hospitality and Tourism College
- St. Martinus University Faculty of Medicine
- University of the Dutch Caribbean
- Universiteit van Curaçao

## Sint Maarten
- American University of the Caribbean
- American University of Integrative Sciences (2013-2016, verplaatst naar Barbados)
- Universiteit van Sint Maarten

## Sint Eustatius
- American University of Integrative Sciences, in 2013 verplaatst naar Sint Maarten

## Saba
- Saba University School of Medicine